# Пічул Василь Володимирович
 Пічул Василь Володимирович (рос. Пичул, Василий Владимирович; 15 червня 1961; Жданов (нині — Маріуполь), УРСР — 26 липня 2015, Москва, Росія) — кінорежисер.

## Життєпис
Закінчив режисерський факультет ВГИКу (1983 рік, перша майстерня кінорежисера Марлена Хуцієва).
Режисер декількох телепередач НТВ («Третий тайм» тощо). Був членом правління кіностудії ім. М. Горького.

## Родина
Дружина — сценарист Марія Хмелик, тесть — головний редактор кіножурналу «Єралаш» Олександр Хмелик (1925–2001). Діти: Олександра, Григорій, Віра.
Племінник — боєць батальйону «Донбас» Микола Миколайович Пічул (псевдо «Студент», помилково — Пінчул). Загинув 27 липня 2014, застрелений бійцями 93-ї окремої механізованої бригади ЗСУ, коли заступився за мирних мешканців у селі Красноармійське Новоазовського району.

## Громадська діяльність
У березні 2014 року підписав листа на підтримку політики президента Росії Володимира Путіна щодо російської військової інтервенції в Україну.

## Фільмографія (російською)
- 1981 — «Митина любовь» (короткометражний, СРСР)
- 1982 — «Ви чиї, старигани?» (1982) /«Вы чьё, старичьё?» (середньометражний, СРСР)
- 1985 — «Хочу тобі сказати...»/ «Хочу тебе сказать…» (телевізійний, короткометражний, СРСР)
- 1988 — «Маленька Віра»/ «Маленькая Вера»
- 1989 — «У місті Сочі темні ночі »/ «В городе Сочи тёмные ночи»
- 1993 — «Мрії ідіота»/ «Мечты идиота»
- 1994–1997 ТВ-программа «Куклы» (серіал, чергуючись з режисером Левіним)
- 1995 — «Ёлка НТВ»
- 1998 — «Старые песни о главном» № 3
- 1999 — «Небо в алмазах»
- 1999 — «Первая леди» (документальний, Росія)
- 2001 — «Женское счастье»
- 2003 — «Мятеж 93-го» (документальний, телевізійний, Росія)
- 2003 — «Сталин. Некоторые страницы из личной жизни» (документальний, Росія)
- 2004 — «Мой ласковый и нежный май»
- 2005 — «Кинофестиваль»
- 2006 — «Донецк и его команда»
- 2008 — «Застава Жиліна»
- 2009 — «Мульт личности»

## Сценарист
- «Митина любовь»
- «Вы чьё, старичьё?»
- «Сталин. Некоторые страницы из личной жизни»
- «Русский предатель в поисках счастья» (Беседы о ГРУ, о карьере и побеге Владимира Резуна), 2004 DIXI

## Призи та нагороди
- За кінострічку "Маленькая Вера ":
  - 1988 МКФ у Венеції — премія FIPRESCI.
  - 1988 МКФ в Монреалі — спеціальна премія журі
  - 1988 МКФ в Чикаго — приз «Золотий Х'юго»
  - 1989 МКФ в Трої
  - 1989 МКФ фільмов-дебютів в Анже — Гран-прі за найкращий повнометражний фільм
- За кінострічку «Небо в алмазах»
  - 1999 ОКФ «Киношок» в місті Анапа — Спец. повідомлення журі кінопреси «За алмазную твёрдость режиссёрского стиля».